# Filip Kłótliwy

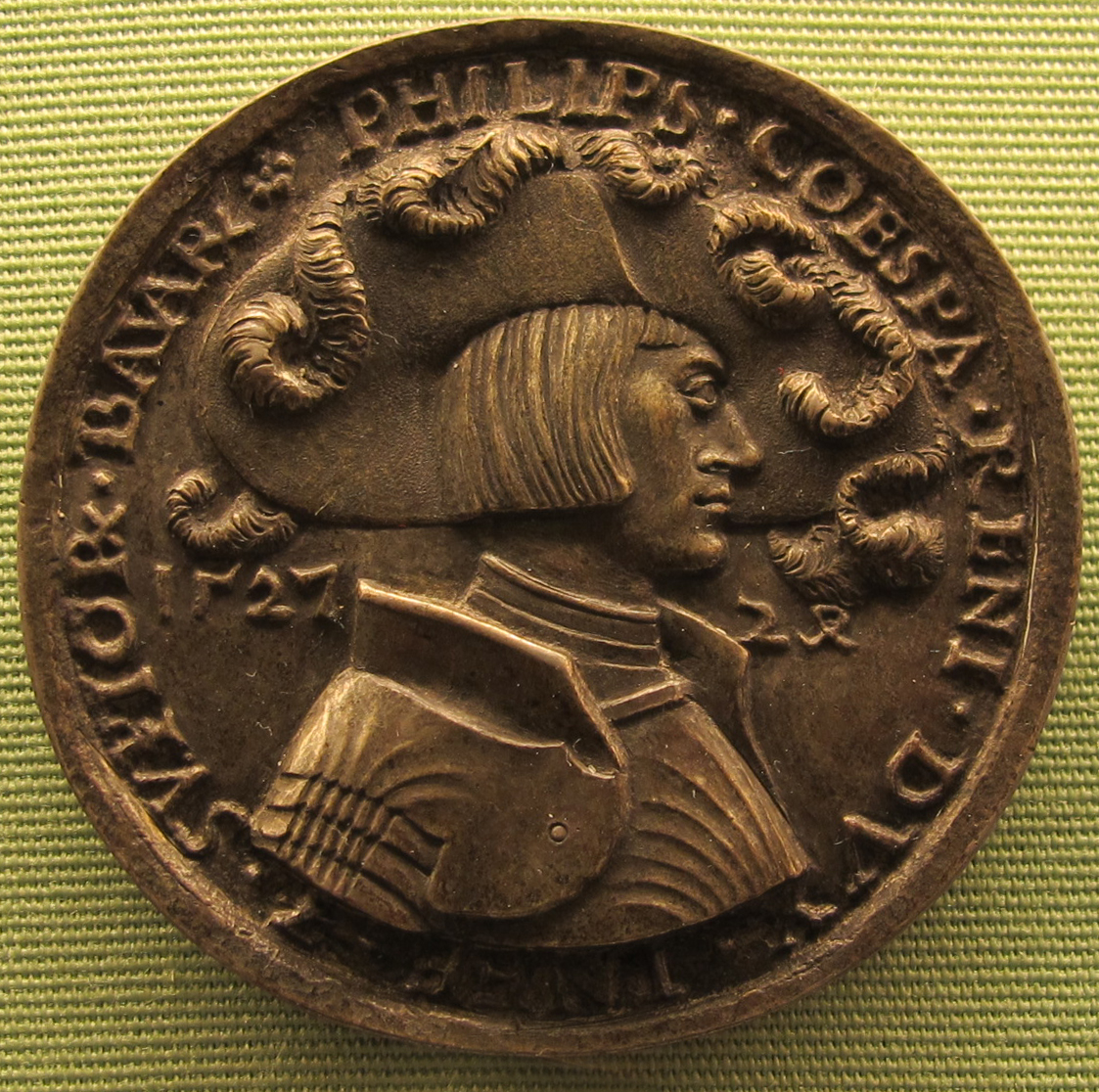
Medal z podobizną Filipa autorstwa Hansa Dauchera, 1527

Filip Wittelsbach (ur. 12 listopada 1503 w Heidelbergu, zm. 4 lipca 1548 tamże) – palatyn i książę Palatynatu-Neuburga.
Syn Rupperta Wittelsbacha i Elżbiety Wittelsbach. Jego dziadkami byli elektor Palatynatu Filip i Małgorzata oraz książę Bawarii-Landshut Jerzy Bogaty i Jadwiga Jagiellonka.
Po śmierci jego dziadka Jerzego Wittelsbacha w 1504 r. wybuchła wojna o sukcesję Bawarii-Landshut. Elektor Palatynatu Filip Wittelsbach wystąpił w imieniu niepełnoletnich wnuków Otto Henryka i Filipa, którzy byli jedynymi żyjącymi wnukami Jerzego. Przeciwko tym roszczeniom wystąpił książę Bawarii Albrecht IV Mądry. Spór rozstrzygnął cesarz Maksymilian I Habsburg w 1505. Cesarz przyznał Otto Henrykowi i Filipowi część terenów Bawarii-Landshut od linii Dunaju przez Frankonię do Górnego Palatynatu, ze stolicą w Neuburg an der Donau. Tereny te, pod nazwą Palatynatu-Neuburga, stały się nowym księstwem, pozostała część Bawarii-Landshut została włączona do Bawarii. Opiekunem młodych książąt został ich wuj Fryderyk II Mądry.
W 1519 roku wraz z Fryderykiem podróżował po Kastylii, Aragonii, Burgundii. W 1521 roku udał się do Wenecji, skąd popłynął do Jafy. Zwiedził Palestynę, Jerozolimę.
2 czerwca 1522 odbyła się uroczystość przekazania władzy dwóm braciom. Bracia podzielili tereny Palatynatu-Neuburga pomiędzy siebie w 1535 roku. W 1546 cesarz walczący ze związkiem szmalkaldzkim, odebrał książętom protestanckim ich tereny. Filip został zarządcą Wirtembergii, która została odebrana księciu Ulrykowi Wirtemberskiemu. Władzę w jego części Palatynatu-Neuburga przejął brat Otto Henryk.
8 grudnia 1539, Filip odwiedził dwór Henryka VIII z nadzieją na rękę jego córki, Marii Tudor. Ten potencjalny związek był częścią planów sojuszu Henryka VIII z protestanckimi książętami Rzeszy przeciw cesarzowi Karolowi V. Filip spotkał się z Marią 17 grudnia w Hertford Castle, gdzie przybył z darem dla niej. Maria napisała do swego ojca, że zawarty związek byłby wbrew jej woli, ale w każdym wypadku spełni wolę ojca. Plany małżeńskie nie doszły do skutku z powodu anulowania małżeństwa Henryka VIII z Anną Kliwijską, które wynikło z powodów politycznych i osobistych.